# Copa Pepe Reyes 2017
La Copa Pepe Reyes 2017 (en inglés y de manera oficial Pepe Reyes Cup 2017) fue la décima séptima edición de la Copa Pepe Reyes, la supercopa organizada por la Asociación de Fútbol de Gibraltar. El torneo se disputó el 24 de septiembre de 2017 en el Estadio Victoria. Lincoln Red Imps  se coronó campeón y consiguió su decimoprimer título.

## Clubes participantes
El torneo de este año fue jugado entre Europa, campeón de la Primera División 2016-17 y de la Rock Cup 2017; y  Lincoln Red Imps, subcampeón, también, de ambos torneos; esto debido a que cuando un equipo logra ganar la Primera División y la Rock Cup en una temporada, la Copa Pepe Reyes (de la temporada siguiente) la juegan dicho campeón y el subcampeón de la Primera División. El encuentro constituyó además un partido más del Derbi de La Roca.
| Club             | Método de clasificación                                      |
| ---------------- | ------------------------------------------------------------ |
| Europa           | campeón de la Primera División 2016-17 y de la Rock Cup 2017 |
| Lincoln Red Imps | subcampeón de la Primera División 2016-17.                   |

## Partido
El partido terminó empatado 1 - 1 durante los 90 minutos y 2 - 2 tras la prórroga. Finalmente, con una increíble participación del portero español Manuel Soler, quien detuvo tres disparos de manera consecutiva, Lincoln Red Imps se consagró campeón al ganar la tanda de penales por 3 - 1.
| Europa | Lincoln Red Imps |
| 2 (1)  | 2 (3)            |
| ------ | ---------------- |

| 24 de septiembre de 2017, 19:00 (UTC+2) — Estadio Victoria, Gibraltar |
| --------------------------------------------------------------------- |

| 1         | Javier Muñoz (P) (C) | 1    | Manuel Soler (P)     |
| 7         | Sykes Garro          | 2    | Jean-Carlos García   |
| 8         | Alejandro Rivas      | 7    | Lee Casciaro 89'     |
| 9         | Enrique Gómez        | 8    | Sebastián Nayar      |
| 10        | Jorge Pina           | 9    | Rafael Aranda        |
| 11        | Antonio García       | 14   | Roy Chipolina (C)    |
| 14        | Jesús Toscano        | 18   | Anthony Hernández    |
| 17        | Guillermo Roldán     | 22   | Alain Pons 78'       |
| 21        | Manuel González      | 23   | Álvaro Paris         |
| 22        | Martín Belfortti     | 34   | Jason Pusey 59'      |
| 42        | Alberto Merino       | 89   | Diego Martínez       |
| Ent.      | José Parrado         | Ent. | Julio Ribas          |
| Suplentes |                      |      |                      |
| 19        | Michael Yome 73'     | 19   | Antonio Calderón 59' |
| 27        | Enrique Carreño 88'  | 24   | Ethan Britto 78'     |
| 4         | José Rodríguez 99'   | 28   | Tjay De Barr 89'     |
| 2         | Ethan Terrence       | 17   | León Clinton         |
| 16        | José Gallego         | 27   | Raúl Navas (P)       |
| 18        | Yeray Romero         |      |                      |
| 26        | José Cámara (P)      |      |                      |

| Goles            | Goles            | Goles | Goles            | Goles            |
| ---------------- | ---------------- | ----- | ---------------- | ---------------- |
| Enrique Gómez    | 35'              | 1 – 0 |                  |                  |
|                  |                  | 1 – 1 | 75'              | Rafael Aranda    |
| Enrique Gómez    | 93'              | 2 – 1 |                  |                  |
|                  |                  | 2 – 2 | 105'             | Rafael Aranda    |
| Penales          |                  |       |                  |                  |
| Guillermo Roldán | Fallo de penal   | 0 – 0 |                  |                  |
|                  |                  | 0 – 1 | Acierto de penal | Antonio Calderón |
| Enrique Carreño  | Fallo de penal   | 0 – 1 |                  |                  |
|                  |                  | 0 – 2 | Acierto de penal | Rafael Aranda    |
| Enrique Gómez    | Fallo de penal   | 0 – 2 |                  |                  |
|                  |                  | 0 – 2 | Fallo de penal   | Sebastián Nayar  |
| Michael Yome     | Acierto de penal | 1 – 2 |                  |                  |
|                  |                  | 1 – 3 | Acierto de penal | Tjay De Barr     |

| Amonestaciones   | Amonestaciones                           | Amonestaciones | Amonestaciones |
| ---------------- | ---------------------------------------- | -------------- | -------------- |
| Alejandro Rivas  | Otorgado · Otorgado otra vez · Expulsado | Amonestado     | Álvaro Paris   |
| Antonio García   | Amonestado                               | Amonestado     | Ethan Britto   |
| Guillermo Roldán | Amonestado                               | Amonestado     | Jason Pusey    |
| Javier Muñoz     | Amonestado                               | Amonestado     | Tjay De Barr   |
| Jesús Toscano    | Amonestado                               |                |                |

| Árbitros          | Árbitros | Árbitros          |
| ----------------- | -------- | ----------------- |
| Principal         |          | Jason Barcelo     |
| Primer asistente  |          | Juan José Villada |
| Segundo asistente |          | Denis Pérez       |
| Cuarto árbitro    |          | Patrick Canepa    |
| Observador        |          | Paul Grech        |

| Europa | Lincoln Red Imps |
| 2 (1)  | 2 (3)            |
| ------ | ---------------- |

| 24 de septiembre de 2017, 19:00 (UTC+2) — Estadio Victoria, Gibraltar |
| --------------------------------------------------------------------- |

| 1         | Javier Muñoz (P) (C) | 1    | Manuel Soler (P)     |
| 7         | Sykes Garro          | 2    | Jean-Carlos García   |
| 8         | Alejandro Rivas      | 7    | Lee Casciaro 89'     |
| 9         | Enrique Gómez        | 8    | Sebastián Nayar      |
| 10        | Jorge Pina           | 9    | Rafael Aranda        |
| 11        | Antonio García       | 14   | Roy Chipolina (C)    |
| 14        | Jesús Toscano        | 18   | Anthony Hernández    |
| 17        | Guillermo Roldán     | 22   | Alain Pons 78'       |
| 21        | Manuel González      | 23   | Álvaro Paris         |
| 22        | Martín Belfortti     | 34   | Jason Pusey 59'      |
| 42        | Alberto Merino       | 89   | Diego Martínez       |
| Ent.      | José Parrado         | Ent. | Julio Ribas          |
| Suplentes |                      |      |                      |
| 19        | Michael Yome 73'     | 19   | Antonio Calderón 59' |
| 27        | Enrique Carreño 88'  | 24   | Ethan Britto 78'     |
| 4         | José Rodríguez 99'   | 28   | Tjay De Barr 89'     |
| 2         | Ethan Terrence       | 17   | León Clinton         |
| 16        | José Gallego         | 27   | Raúl Navas (P)       |
| 18        | Yeray Romero         |      |                      |
| 26        | José Cámara (P)      |      |                      |

| Goles            | Goles            | Goles | Goles            | Goles            |
| ---------------- | ---------------- | ----- | ---------------- | ---------------- |
| Enrique Gómez    | 35'              | 1 – 0 |                  |                  |
|                  |                  | 1 – 1 | 75'              | Rafael Aranda    |
| Enrique Gómez    | 93'              | 2 – 1 |                  |                  |
|                  |                  | 2 – 2 | 105'             | Rafael Aranda    |
| Penales          |                  |       |                  |                  |
| Guillermo Roldán | Fallo de penal   | 0 – 0 |                  |                  |
|                  |                  | 0 – 1 | Acierto de penal | Antonio Calderón |
| Enrique Carreño  | Fallo de penal   | 0 – 1 |                  |                  |
|                  |                  | 0 – 2 | Acierto de penal | Rafael Aranda    |
| Enrique Gómez    | Fallo de penal   | 0 – 2 |                  |                  |
|                  |                  | 0 – 2 | Fallo de penal   | Sebastián Nayar  |
| Michael Yome     | Acierto de penal | 1 – 2 |                  |                  |
|                  |                  | 1 – 3 | Acierto de penal | Tjay De Barr     |

| Amonestaciones   | Amonestaciones                           | Amonestaciones | Amonestaciones |
| ---------------- | ---------------------------------------- | -------------- | -------------- |
| Alejandro Rivas  | Otorgado · Otorgado otra vez · Expulsado | Amonestado     | Álvaro Paris   |
| Antonio García   | Amonestado                               | Amonestado     | Ethan Britto   |
| Guillermo Roldán | Amonestado                               | Amonestado     | Jason Pusey    |
| Javier Muñoz     | Amonestado                               | Amonestado     | Tjay De Barr   |
| Jesús Toscano    | Amonestado                               |                |                |

| Árbitros          | Árbitros | Árbitros          |
| ----------------- | -------- | ----------------- |
| Principal         |          | Jason Barcelo     |
| Primer asistente  |          | Juan José Villada |
| Segundo asistente |          | Denis Pérez       |
| Cuarto árbitro    |          | Patrick Canepa    |
| Observador        |          | Paul Grech        |

| Europa | Lincoln Red Imps |
| 2 (1)  | 2 (3)            |
| ------ | ---------------- |

| 24 de septiembre de 2017, 19:00 (UTC+2) — Estadio Victoria, Gibraltar |
| --------------------------------------------------------------------- |

| 1         | Javier Muñoz (P) (C) | 1    | Manuel Soler (P)     |
| 7         | Sykes Garro          | 2    | Jean-Carlos García   |
| 8         | Alejandro Rivas      | 7    | Lee Casciaro 89'     |
| 9         | Enrique Gómez        | 8    | Sebastián Nayar      |
| 10        | Jorge Pina           | 9    | Rafael Aranda        |
| 11        | Antonio García       | 14   | Roy Chipolina (C)    |
| 14        | Jesús Toscano        | 18   | Anthony Hernández    |
| 17        | Guillermo Roldán     | 22   | Alain Pons 78'       |
| 21        | Manuel González      | 23   | Álvaro Paris         |
| 22        | Martín Belfortti     | 34   | Jason Pusey 59'      |
| 42        | Alberto Merino       | 89   | Diego Martínez       |
| Ent.      | José Parrado         | Ent. | Julio Ribas          |
| Suplentes |                      |      |                      |
| 19        | Michael Yome 73'     | 19   | Antonio Calderón 59' |
| 27        | Enrique Carreño 88'  | 24   | Ethan Britto 78'     |
| 4         | José Rodríguez 99'   | 28   | Tjay De Barr 89'     |
| 2         | Ethan Terrence       | 17   | León Clinton         |
| 16        | José Gallego         | 27   | Raúl Navas (P)       |
| 18        | Yeray Romero         |      |                      |
| 26        | José Cámara (P)      |      |                      |

| Goles            | Goles            | Goles | Goles            | Goles            |
| ---------------- | ---------------- | ----- | ---------------- | ---------------- |
| Enrique Gómez    | 35'              | 1 – 0 |                  |                  |
|                  |                  | 1 – 1 | 75'              | Rafael Aranda    |
| Enrique Gómez    | 93'              | 2 – 1 |                  |                  |
|                  |                  | 2 – 2 | 105'             | Rafael Aranda    |
| Penales          |                  |       |                  |                  |
| Guillermo Roldán | Fallo de penal   | 0 – 0 |                  |                  |
|                  |                  | 0 – 1 | Acierto de penal | Antonio Calderón |
| Enrique Carreño  | Fallo de penal   | 0 – 1 |                  |                  |
|                  |                  | 0 – 2 | Acierto de penal | Rafael Aranda    |
| Enrique Gómez    | Fallo de penal   | 0 – 2 |                  |                  |
|                  |                  | 0 – 2 | Fallo de penal   | Sebastián Nayar  |
| Michael Yome     | Acierto de penal | 1 – 2 |                  |                  |
|                  |                  | 1 – 3 | Acierto de penal | Tjay De Barr     |

| Amonestaciones   | Amonestaciones                           | Amonestaciones | Amonestaciones |
| ---------------- | ---------------------------------------- | -------------- | -------------- |
| Alejandro Rivas  | Otorgado · Otorgado otra vez · Expulsado | Amonestado     | Álvaro Paris   |
| Antonio García   | Amonestado                               | Amonestado     | Ethan Britto   |
| Guillermo Roldán | Amonestado                               | Amonestado     | Jason Pusey    |
| Javier Muñoz     | Amonestado                               | Amonestado     | Tjay De Barr   |
| Jesús Toscano    | Amonestado                               |                |                |

| Árbitros          | Árbitros | Árbitros          |
| ----------------- | -------- | ----------------- |
| Principal         |          | Jason Barcelo     |
| Primer asistente  |          | Juan José Villada |
| Segundo asistente |          | Denis Pérez       |
| Cuarto árbitro    |          | Patrick Canepa    |
| Observador        |          | Paul Grech        |

| Europa | Lincoln Red Imps |
| 2 (1)  | 2 (3)            |
| ------ | ---------------- |

| 24 de septiembre de 2017, 19:00 (UTC+2) — Estadio Victoria, Gibraltar |
| --------------------------------------------------------------------- |

| 1         | Javier Muñoz (P) (C) | 1    | Manuel Soler (P)     |
| 7         | Sykes Garro          | 2    | Jean-Carlos García   |
| 8         | Alejandro Rivas      | 7    | Lee Casciaro 89'     |
| 9         | Enrique Gómez        | 8    | Sebastián Nayar      |
| 10        | Jorge Pina           | 9    | Rafael Aranda        |
| 11        | Antonio García       | 14   | Roy Chipolina (C)    |
| 14        | Jesús Toscano        | 18   | Anthony Hernández    |
| 17        | Guillermo Roldán     | 22   | Alain Pons 78'       |
| 21        | Manuel González      | 23   | Álvaro Paris         |
| 22        | Martín Belfortti     | 34   | Jason Pusey 59'      |
| 42        | Alberto Merino       | 89   | Diego Martínez       |
| Ent.      | José Parrado         | Ent. | Julio Ribas          |
| Suplentes |                      |      |                      |
| 19        | Michael Yome 73'     | 19   | Antonio Calderón 59' |
| 27        | Enrique Carreño 88'  | 24   | Ethan Britto 78'     |
| 4         | José Rodríguez 99'   | 28   | Tjay De Barr 89'     |
| 2         | Ethan Terrence       | 17   | León Clinton         |
| 16        | José Gallego         | 27   | Raúl Navas (P)       |
| 18        | Yeray Romero         |      |                      |
| 26        | José Cámara (P)      |      |                      |

| Goles            | Goles            | Goles | Goles            | Goles            |
| ---------------- | ---------------- | ----- | ---------------- | ---------------- |
| Enrique Gómez    | 35'              | 1 – 0 |                  |                  |
|                  |                  | 1 – 1 | 75'              | Rafael Aranda    |
| Enrique Gómez    | 93'              | 2 – 1 |                  |                  |
|                  |                  | 2 – 2 | 105'             | Rafael Aranda    |
| Penales          |                  |       |                  |                  |
| Guillermo Roldán | Fallo de penal   | 0 – 0 |                  |                  |
|                  |                  | 0 – 1 | Acierto de penal | Antonio Calderón |
| Enrique Carreño  | Fallo de penal   | 0 – 1 |                  |                  |
|                  |                  | 0 – 2 | Acierto de penal | Rafael Aranda    |
| Enrique Gómez    | Fallo de penal   | 0 – 2 |                  |                  |
|                  |                  | 0 – 2 | Fallo de penal   | Sebastián Nayar  |
| Michael Yome     | Acierto de penal | 1 – 2 |                  |                  |
|                  |                  | 1 – 3 | Acierto de penal | Tjay De Barr     |

| Amonestaciones   | Amonestaciones                           | Amonestaciones | Amonestaciones |
| ---------------- | ---------------------------------------- | -------------- | -------------- |
| Alejandro Rivas  | Otorgado · Otorgado otra vez · Expulsado | Amonestado     | Álvaro Paris   |
| Antonio García   | Amonestado                               | Amonestado     | Ethan Britto   |
| Guillermo Roldán | Amonestado                               | Amonestado     | Jason Pusey    |
| Javier Muñoz     | Amonestado                               | Amonestado     | Tjay De Barr   |
| Jesús Toscano    | Amonestado                               |                |                |

| Árbitros          | Árbitros | Árbitros          |
| ----------------- | -------- | ----------------- |
| Principal         |          | Jason Barcelo     |
| Primer asistente  |          | Juan José Villada |
| Segundo asistente |          | Denis Pérez       |
| Cuarto árbitro    |          | Patrick Canepa    |
| Observador        |          | Paul Grech        |